# Artoriopsis
Artoriopsis Framenau, 2007 è un genere di ragni appartenente alla famiglia Lycosidae.

## Distribuzione
Le 7 specie note di questo genere sono state reperite in Australia, Tasmania e Nuova Zelanda.

## Tassonomia
Per la determinazione delle caratteristiche di questo genere sono stati esaminati gli esemplari tipo di Trochosa expolita (L. Koch, 1877).
Non sono stati esaminati esemplari di questo genere dal 2007.
Attualmente, a novembre 2016, si compone di 7 specie:
1. Artoriopsis anacardium Framenau, 2007 — Territorio del Nord, Queensland
2. Artoriopsis eccentrica Framenau, 2007 — Australia Occidentale, Australia Meridionale, Victoria
3. Artoriopsis expolita (L. Koch, 1877)[2] — Australia, Tasmania, Nuova Zelanda
4. Artoriopsis joergi Framenau, 2007 — Australia Occidentale, Australia Meridionale
5. Artoriopsis klausi Framenau, 2007 — Australia Meridionale, Nuovo Galles del Sud, Victoria
6. Artoriopsis melissae Framenau, 2007 — dal Queensland alla Tasmania
7. Artoriopsis whitehouseae Framenau, 2007 — Queensland, Nuovo Galles del Sud